# Kirche Cabarz

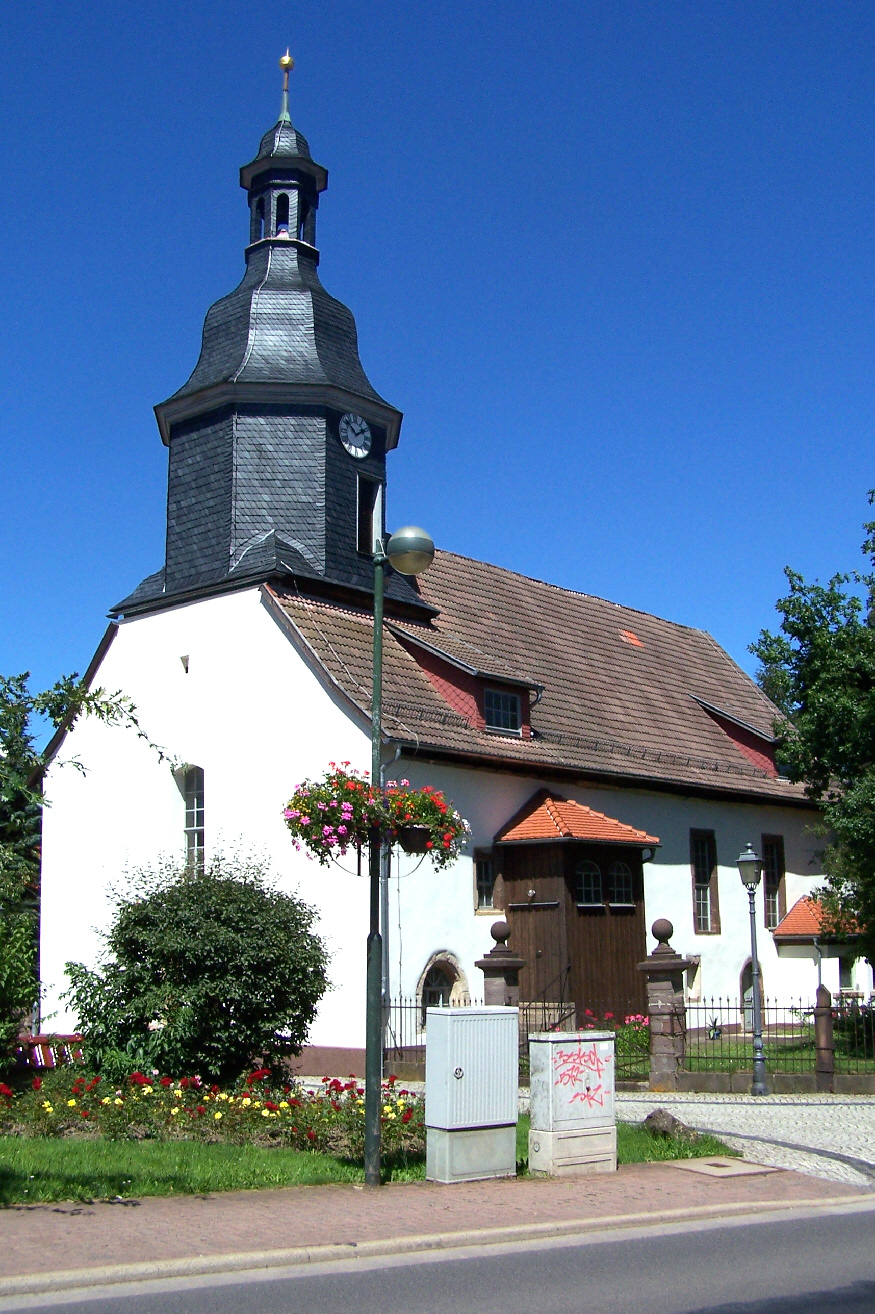
Die Kirche von außen (2009)

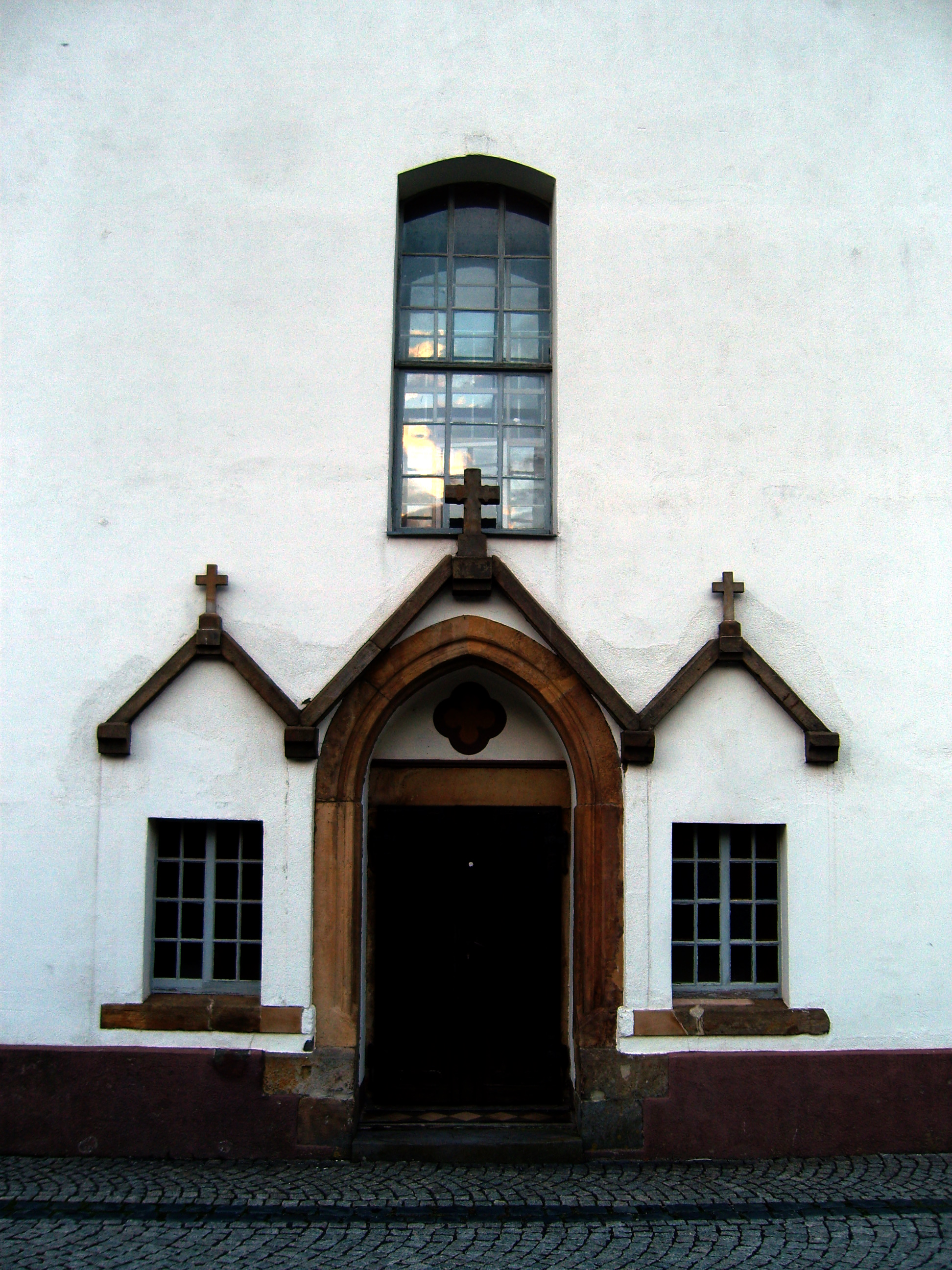
Die Kirchentür (2013)

Die evangelische Kirche Cabarz ist eine Dorfkirche in der Lindenstraße 12 in Cabarz, heute Ortsteil von Bad Tabarz. Sie wurde 1673 erbaut und ist in der Liste der Kulturdenkmale in Bad Tabarz eingetragen.

## Geschichte

### Vorgeschichte der Kirchengemeinde
Die namenlose Dorfkirche zu Cabarz hat eine bewegte Vergangenheit. Kurfürst Johann Friedrich der Großmütige verfügte Anfang des 16. Jahrhunderts, Cabarz mit den umliegenden Orten Kleintabarz, Großtabarz und Nonnenberg nach Langenhain einzupfarren. 1536 bekam das Kirchspiel einen eigenen Pfarrer. Ernst I. der Fromme ließ 1650 eine eigene Pfarrkirche errichten. Die Kirchgemeinde Fischbach, bisher zu Schwarzhausen gehörig, wurde dem Kirchspiel zugeschlagen und Andreas Erlemann als erster Pfarrer installiert. 
1660 entstand für die wachsende Kirchengemeinde ein neues Kirchengebäude, das am 15. November 1669 niederbrannte. Dem Brand fielen auch die Schulwohnung, 16 Privathäuser und drei Scheunen zum Opfer. Der Brand ging von einem Feuer aus, das in einer Scheune des Dorfes ausgebrochen war. Die Kirchenchronik enthält Eintragungen, was gerettet werden konnte, und einen Bericht über die erste Taufe des Sohnes von Hermann Kohlhaas, die Pfarrer August Leonhard am 22. November 1669 „unter freiem Himmel“ vornahm.

### Heutiges Kirchengebäude
Das bestehende Kirchengebäude wurde 1670 bis 1673 errichtet und Kosten von 850 Gulden wurden von den einzelnen Gemeinden getragen. 1713 wurde eine neue Orgel angeschafft, ein hölzernes Tonnengewölbe und zwei bzw. teils drei Emporengeschosse eingebaut. Auch die Kanzel mit Schalldeckel stammt aus dieser Zeit. Am 19. August 1673 feierte man die Einweihung der Kirche und am 13. September das Aufsetzen des Turmknopfes. 
Eine neue Orgel aus der Werkstatt des Großtabarzer Orgelbauers Johann Valentin Knauf wurde von 1823 bis 1825 installiert. Sie verfügt über 25 Register auf zwei Manualen und Pedal und war um 2005 in unspielbarem Zustand.
Im Ersten Weltkrieg musste die Kirche wie viele andere zwei ihrer Glocken und die Zinnpfeifen der Orgel zu Kriegszwecken abgeben. In DDR-Zeiten erfolgte eine Neueindeckung des Daches und des Turmes. Nach der Wende erneuerte man die Turmvorderseite und später die drei anderen Fassaden der Kirche in Verbindung mit einer Schwammsanierung und der Renovierung des Innenraumes.